# Liga Colombiana de Baloncesto 2016
La Liga Colombiana de Baloncesto 2016 (oficialmente y por motivos de patrocinio Liga DirecTV de Baloncesto) es el torneo apertura de la temporada 2016 del Baloncesto Profesional Colombiano, máxima categoría del baloncesto en Colombia, el torneo inició el 1 de abril y finalizó el 12 de julio. Fue organizado por la División Profesional de Baloncesto (DPB), entidad dependiente de la Federación Colombiana de Baloncesto.
El campeón participó en la Liga de las Américas 2018 y el subcampeón clasificó a la Liga Sudamericana de Clubes 2017.

## Novedades
Cóndores de Cundinamarca y Cimarrones de Chocó que estuvieron ausentes de la competencia durante el 2015 volverán a jugar el Baloncesto Profesional Colombiano.

## Sistema de juego
El torneo cambia su formato para esta edición:
El torneo se disputará en tres fases: la primera es el todos contra todos en ida y vuelta, con dos partidos en cada ciudad que dan un total de 28 encuentros de temporada regular. 
Los cuatro primeros en la tabla de posiciones clasifican a las semifinales donde se medirán de la siguiente forma:

Primero vs Cuarto.
Segundo vs Tercero.
Las semifinales serán al mejor de cinco partidos en un formato 2-2-1 cerrando en la casa del mejor clasificado.
Este mismo formato se utilizará en la gran final de la Liga DirecTV, a cinco partidos y con ventaja de localía para el mejor clasificado.

## Datos de los clubes
| Equipo                   | Ciudad      | Departamento       | Pabellón                        | Aforo |
| ------------------------ | ----------- | ------------------ | ------------------------------- | ----- |
| Academia de la Montaña   | Medellín    | Antioquia          | Coliseo Universidad de Medellín | 6.000 |
| Águilas de Tunja         | Tunja       | Boyacá             | Coliseo Cubierto San Antonio    | 5.000 |
| Búcaros de Santander     | Bucaramanga | Santander          | Coliseo UNAB                    | 5.000 |
| Cóndores de Cundinamarca | Chía        | Cundinamarca       | Coliseo de la Luna              | 8.000 |
| Cimarrones del Chocó     | Quibdó      | Chocó              | Coliseo de la UTCH              | 4.000 |
| Halcones de Cúcuta       | Cúcuta      | Norte de Santander | Coliseo Toto Hernández          | 5.000 |
| Piratas de Bogotá        | Bogotá      | Bogotá, D. C.      | Coliseo El Salitre              | 7.000 |
| Sabios de Manizales      | Manizales   | Caldas             | Coliseo Jorge Arango Uribe      | 3.200 |

## Primera fase
Los equipos se enfrentan en todos contra todos para definir los clasificados a play offs.
|  | Clasificados a Segunda fase. |
|  | Eliminados.                  |

### Posiciones
| Pos | Equipos                  | Pts | PJ | G  | P  | FAV  | CON  | Dif    |
| --- | ------------------------ | --- | -- | -- | -- | ---- | ---- | ------ |
| 1.  | Academia de la Montaña   | 51  | 28 | 23 | 5  | 2239 | 1991 | 112.46 |
| 2.  | Cimarrones del Chocó     | 45  | 28 | 17 | 11 | 2218 | 1993 | 111.29 |
| 3.  | Búcaros de Santander     | 44  | 28 | 16 | 12 | 2240 | 2224 | 100.72 |
| 4.  | Sabios de Manizales      | 43  | 28 | 15 | 13 | 2150 | 2071 | 103.81 |
| 5.  | Halcones de Cúcuta       | 42  | 28 | 14 | 14 | 2114 | 2170 | 97.42  |
| 6.  | Cóndores de Cundinamarca | 41  | 28 | 13 | 15 | 2236 | 2239 | 99.87  |
| 7.  | Águilas de Tunja         | 36  | 28 | 9  | 19 | 1934 | 2155 | 89.74  |
| 8.  | Piratas de Bogotá        | 33  | 28 | 5  | 23 | 2084 | 2372 | 87.86  |

### Resultados
A continuación los 28 round que disputarán los equipos en la primera fase.
| Halcones de Cúcuta      | 60 : 59 | Piratas de Bogotá      | Coliseo Toto Hernández         | 1 de abril | 20:00 |
| Sabios de Manizales     | 89 : 97 | Búcaros                | Coliseo Jorge Arango           | 1 de abril | 20:00 |
| Cimarrones del Choco    | 58 : 63 | Academia de la Montaña | Coliseo de la UTCH             | 1 de abril | 20:00 |
| Condores de Cundinamrca | 88 : 61 | Águilas de Tunja       | Coliseo Municipal de Tocancipa | 1 de abril | 20:00 |

| Hálcones Cúcuta          | 78 : 58 | Piratas de Bogotá      | Coliseo Toto Hernández         | 2 de abril | 20:00 |
| Sabios de Manizales      | 73 : 56 | Bucaros                | Coliseo Jorge Arango           | 2 de abril | 20:00 |
| Cimarrones del Choco     | 68: 56  | Academia de la Montaña | Coliseo de la UTCH             | 2 de abril | 20:00 |
| Condores de Cundinamarca | 84 : 80 | Águilas de Tunja       | Coliseo Municipal de Tocancipa | 2 de abril | 15:00 |

| Búcaros       | 80 : 73 | Cóndores        | Coliseo UNAB                    | 8 de abril | 18:00 |
| Águilas Tunja | 68 : 59 | Halcones Cúcuta | Coliseo San Antonio             | 8 de abril | 20:00 |
| Academia      | 86 : 77 | Sabios          | Coliseo Universidad de Medellín | 8 de abril | 20:00 |
| Piratas       | 67 : 84 | Cimarrones      | Coliseo El Salitre              | 8 de abril | 20:00 |

| Búcaros       | 76 : 91 | Cóndores        | Coliseo UNAB                    | 9 de abril | 18:00 |
| Águilas Tunja | 85 : 69 | Halcones Cúcuta | Coliseo San Antonio             | 9 de abril | 19:00 |
| Academia      | 81 : 61 | Sabios          | Coliseo Universidad de Medellín | 9 de abril | 19:45 |
| Piratas       | 60 : 81 | Cimarrones      | Coliseo El Salitre              | 9 de abril | 20:00 |

| Cóndores        | 84 : 75 | Sabios   | Coliseo de la Luna     | 11 de abril | 19:45 |
| Cimarrones      | 94 : 63 | Águilas  | Coliseo de la UTCH     | 11 de abril | 20:00 |
| Hálcones Cúcuta | 73 : 64 | Bucaros  | Coliseo Toto Hernández | 11 de abril | 20:00 |
| Piratas Bogotá  | 72 : 83 | Academia | Coliseo El Salitre     | 11 de abril | 20:00 |

| Cóndores        | 68 : 76 | Sabios   | Coliseo de la Luna     | 12 de abril | 19:45 |
| Cimarrones      | 95 : 65 | Águilas  | Coliseo de la UTCH     | 12 de abril | 20:00 |
| Hálcones Cúcuta | 50 : 52 | Bucaros  | Coliseo Toto Hernández | 12 de abril | 20:00 |
| Piratas Bogotá  | 80 : 82 | Academia | Coliseo El Salitre     | 12 de abril | 20:00 |

| Sabios        | 69 : 55 | Hálcones Cúcuta | Coliseo Jorge Arango            | 15 de abril | 20:00 |
| Águilas Tunja | 78 : 73 | Piratas Bogotá  | Coliseo Cubierto San Antonio    | 15 de abril | 20:00 |
| Búcaros       | 81 : 97 | Cimarrones      | Coliseo UNAB                    | 15 de abril | 20:00 |
| Academia      | 80 : 75 | Cóndores        | Coliseo Universidad de Medellín | 15 de abril | 20:00 |

| Sabios        | 78 : 68 | Hálcones Cúcuta | Coliseo Jorge Arango            | 16 de abril | 20:00 |
| Águilas Tunja | 66 : 71 | Piratas Bogotá  | Coliseo Cubierto San Antonio    | 16 de abril | 20:00 |
| Búcaros       | 52 : 92 | Cimarrones      | Coliseo UNAB                    | 16 de abril | 20:00 |
| Academia      | 71 : 69 | Cóndores        | Coliseo Universidad de Medellín | 16 de abril | 20:00 |

| Águilas Tunja   | 67 : 70 | Academia       | Coliseo Cubierto San Antonio | 19 de abril | 19:00 |
| Hálcones Cúcuta | 80 : 75 | Cóndores       | Coliseo Toto Hernández       | 22 de abril | 20:00 |
| Búcaros         | 82 : 75 | Piratas Bogotá | Coliseo UNAB                 | 22 de abril | 20:00 |
| Cimarrones      | 75 : 78 | Sabios         | Coliseo de la UTCH           | 22 de abril | 20:00 |

| Águilas Tunja   | 65 : 87 | Academia       | Coliseo Cubierto San Antonio | 20 de abril | 19:00 |
| Hálcones Cúcuta | 74 : 63 | Cóndores       | Coliseo Toto Hernández       | 23 de abril | 20:00 |
| Búcaros         | 75 : 73 | Piratas Bogotá | Coliseo UNAB                 | 23 de abril | 20:00 |
| Cimarrones      | 74 : 65 | Sabios         | Coliseo de la UTCH           | 23 de abril | 20:00 |

| Sabios          | 89 : 72 | Piratas Bogotá | Coliseo Jorge Arango   | 25 de abril | 20:00 |
| Búcaros         | 97 : 60 | Águilas Tunja  | Coliseo UNAB           | 25 de abril | 20:00 |
| Hálcones Cúcuta | 60 : 57 | Academia       | Coliseo Toto Hernández | 25 de abril | 20:00 |
| Cóndores        | 75 : 77 | Cimarrones     | Coliseo de la Luna     | 25 de abril | 20:00 |

| Sabios          | 75 - 68 | Piratas Bogotá | Coliseo Jorge Arango   | 26 de abril | 20:00 |
| Búcaros         | 92 - 72 | Águilas Tunja  | Coliseo UNAB           | 26 de abril | 20:00 |
| Hálcones Cúcuta | 51 - 66 | Academia       | Coliseo Toto Hernández | 26 de abril | 20:00 |
| Cóndores        | 75 - 62 | Cimarrones     | Coliseo de la Luna     | 26 de abril | 20:00 |

| Piratas Bogotá | 93 : 96 | Cóndores | Coliseo El Salitre              | 29 de abril | 20:00 |
| Academia       | 74 : 77 | Búcaros  | Coliseo Universidad de Medellín | 29 de abril | 20:00 |
| Águilas Tunja  | 66 : 63 | Sabios   | Coliseo San Antonio             | 29 de abril | 20:00 |
| Cimarrones     | 84 : 64 | Halcones | Coliseo de la UTCH              | 29 de abril | 20:00 |

| Piratas Bogotá | 84 : 93 | Cóndores | Coliseo El Salitre              | 30 de abril | 20:00 |
| Academia       | 83 : 70 | Búcaros  | Coliseo Universidad de Medellín | 30 de abril | 20:00 |
| Águilas Tunja  | 66 : 86 | Sabios   | Coliseo San Antonio             | 30 de abril | 20:00 |
| Cimarrones     | 80 : 75 | Halcones | Coliseo de la UTCH              | 30 de abril | 20:00 |

| Piratas Bogotá | 83 : 81 | Halcones   | Coliseo El Salitre              | 6 de mayo | 20:00 |
| Academia       | 96 : 78 | Cimarrones | Coliseo Universidad de Medellín | 6 de mayo | 20:00 |
| Águilas Tunja  | 78 : 63 | Cóndores   | Coliseo San Antonio             | 6 de mayo | 20:00 |
| Búcaros        | 78 : 76 | Sabios     | Coliseo UNAB                    | 6 de mayo | 20:00 |

| Piratas Bogotá | 120 : 117 | Halcones   | Coliseo El Salitre              | 7 de mayo | 20:00 |
| Academia       | 91 : 65   | Cimarrones | Coliseo Universidad de Medellín | 7 de mayo | 20:00 |
| Águilas Tunja  | 56 : 61   | Cóndores   | Coliseo San Antonio             | 7 de mayo | 20:00 |
| Búcaros        | 108 : 103 | Sabios     | Coliseo UNAB                    | 7 de mayo | 20:00 |

| Halcones   | 71 : 63 | Águilas Tunja | Coliseo Toto Hernández | 13 de mayo | 20:00 |
| Sabios     | 59 : 74 | Academia      | Coliseo Jorge Arango   | 13 de mayo | 20:00 |
| Cimarrones | 83 : 44 | Piratas       | Coliseo de la UTCH     | 13 de mayo | 20:00 |
| Cóndores   | 98 : 76 | Bucaros       | Coliseo de la Luna     | 13 de mayo | 20:00 |

| Halcones   | 52 : 66 | Águilas Tunja | Coliseo Toto Hernández | 14 de mayo | 20:00 |
| Sabios     | 58 : 65 | Academia      | Coliseo Jorge Arango   | 14 de mayo | 20:00 |
| Cimarrones | 80 : 63 | Piratas       | Coliseo de la UTCH     | 14 de mayo | 20:00 |
| Cóndores   | 83 : 94 | Bucaros       | Coliseo de la Luna     | 14 de mayo | 20:00 |

| Bucaros  | 112 : 96 | Halcones   | Coliseo UNAB                   | 16 de mayo | 20:00 |
| Águilas  | 72 : 63  | Cimarrones | Coliseo Departamental de Tunja | 16 de mayo | 20:00 |
| Academia | 101 : 74 | Piratas    | Coliseo Ivan de Bedout         | 16 de mayo | 20:00 |
| Sabios   | 93 : 71  | Cóndores   | Coliseo de la Luna             | 16 de mayo | 20:00 |

| Bucaros  | 87 : 94 | Halcones   | Coliseo UNAB                   | 17 de mayo | 20:00 |
| Águilas  | 59 : 81 | Cimarrones | Coliseo Departamental de Tunja | 17 de mayo | 20:00 |
| Academia | 93 : 77 | Piratas    | Coliseo Ivan de Bedout         | 17 de mayo | 20:00 |
| Sabios   | 81 : 83 | Cóndores   | Coliseo de la Luna             | 17 de mayo | 20:00 |

| Piratas    | 83 : 78  | Águilas  | Coliseo El Salitre             | 20 de mayo | 20:00 |
| Halcones   | 83 : 88  | Sabios   | Coliseo La Toto Hernández      | 20 de mayo | 20:00 |
| Cóndores   | 74 : 76  | Academia | Coliseo Municipal de Tocancipa | 20 de mayo | 20:00 |
| Cimarrones | 106 : 91 | Bucaros  | Coliseo Universidad del Choco  | 20 de mayo | 20:00 |

| Piratas    | 69 : 83 | Águilas  | Coliseo El Salitre             | 21 de mayo | 20:00 |
| Halcones   | 93 : 89 | Sabios   | Coliseo La Toto Hernández      | 21 de mayo | 20:00 |
| Cóndores   | 82 : 94 | Academia | Coliseo Municipal de Tocancipa | 21 de mayo | 20:00 |
| Cimarrones | 77 : 60 | Bucaros  | Coliseo Universidad del Choco  | 21 de mayo | 20:00 |

| Cóndores | 89 : 76 | Halcones   | Coliseo Municipal de Tocancipa | 24 de mayo | 20:00 |
| Piratas  | 76 : 73 | Bucaros    | Coliseo El Salitre             | 24 de mayo | 20:00 |
| Academia | 94 : 73 | Águilas    | Coliseo Ivan de Bedout         | 24 de mayo | 20:00 |
| Sabios   | 78 : 71 | Cimarrones | Coliseo Jorge Arango           | 24 de mayo | 20:00 |

| Cóndores | 79 : 84 | Halcones   | Coliseo Municipal de Tocancipa | 25 de mayo | 20:00 |
| Piratas  | 53 : 90 | Bucaros    | Coliseo El Salitre             | 25 de mayo | 20:00 |
| Academia | 89 : 81 | Águilas    | Coliseo Ivan de Bedout         | 25 de mayo | 20:00 |
| Sabios   | 67 : 63 | Cimarrones | Coliseo Jorge Arango           | 25 de mayo | 20:00 |

| Cimarrones | 69 : 72 | Condores | Coliseo Universidad del Choco  | 30 de mayo | 20:00 |
| Águilas    | 65 : 81 | Bucaros  | Coliseo Departamental de Tunja | 30 de mayo | 20:00 |
| Piratas    | 91 : 97 | Sabios   | Coliseo El Salitre             | 30 de mayo | 20:00 |
| Academia   | 94 : 86 | Halcones | Coliseo Ivan de Bedout         | 30 de mayo | 20:00 |

| Cimarrones | 102 : 84 | Cóndores | Coliseo Universidad del Choco  | 31 de mayo | 20:00 |
| Águilas    | 79 : 91  | Bucaros  | Coliseo Departamental de Tunja | 31 de mayo | 20:00 |
| Piratas    | 57 : 78  | Sabios   | Coliseo El Salitre             | 31 de mayo | 20:00 |
| Academia   | 85 : 86  | Halcones | Coliseo Ivan de Bedout         | 31 de mayo | 20:00 |

| Bucaros  | 81 : 69  | Academia   | Coliseo UNAB                   | 3 de junio | 20:00 |
| Sabios   | 68 : 45  | Águilas    | Coliseo Jorge Arango           | 3 de junio | 20:00 |
| Halcones | 92 : 79  | Cimarrones | Coliseo La Toto Hernández      | 3 de junio | 20:00 |
| Cóndores | 97 : 105 | Piratas    | Coliseo Municipal de Tocancipa | 3 de junio | 20:00 |

| Bucaros  | 67 : 74 | Academia   | Coliseo UNAB                   | 4 de junio | 20:00 |
| Sabios   | 61 : 74 | Águilas    | Coliseo Jorge Arango           | 4 de junio | 20:00 |
| Halcones | 85 : 80 | Cimarrones | Coliseo La Toto Hernández      | 4 de junio | 20:00 |
| Cóndores | 91 : 86 | Piratas    | Coliseo Municipal de Tocancipa | 4 de junio | 20:00 |

## Fase final
Clasificaron los cuatro primeros que quedaron ubicados en la tabla general. 
|  | Semifinales       | Semifinales |   |  | Final             | Final |  |
|  |                   |             |   |  |                   |       |  |
|  | 07 al 12 de junio |             |   |  |                   |       |  |
|  | Búcaros           | 3           |   |  |                   |       |  |
|  | Cimarrones        | 1           |   |  |                   |       |  |
|  |                   |             |   |  |                   |       |  |
|  |                   |             |   |  | 05 al 12 de julio |       |  |
|  |                   |             |   |  | Búcaros           | 2     |  |
|  |                   | Academia    | 3 |  |                   |       |  |
|  |                   |             |   |  |                   |       |  |
|  |                   |             |   |  |                   |       |  |
|  |                   |             |   |  |                   |       |  |
|  | 07 al 12 de junio |             |   |  |                   |       |  |
|  | Academia          | 3           |   |  |                   |       |  |
|  | Sabios            | 1           |   |  |                   |       |  |

## Semifinales
Las semifinales se disputaron desde el 5 de junio al 12 de junio. Clasificando el ganador en 3 juegos de 4.

### (3) Academia de la Montaña vs. (1) Sabios de Manizales
| 7 de junio, 8:00 p. m.    | Academia de la Montaña                                                  | 88–79                                | Sabios Basketball Club                                         |                                                                                          |  |  |
| 8:00 p. m.                | Parciales: 16-14, 9-14, 30-23, 33-28                                    | Parciales: 16-14, 9-14, 30-23, 33-28 | Parciales: 16-14, 9-14, 30-23, 33-28                           |                                                                                          |  |  |
|                           | Estadísticas Jonathan Rodríguez 32 Michael Hinestroza 14 Tyler Murray 8 | Reporte Pts Reb Asts                 | Estadísticas Juan Herrera 20 Jhon Hernández 14 Shamar Coombs 4 | Pabellón: Coliseo de la Universidad de Medellín, Medellín, Antioquia Televisión: DirecTV |  |  |
| Academia lidera serie 1-0 |                                                                         |                                      |                                                                |                                                                                          |  |  |
|                           |                                                                         |                                      |                                                                |                                                                                          |  |  |

| 8 de junio, 8:00 p. m.    | Academia de la Montaña                                                    | 95–75                                 | Sabios Basketball Club                                          |                                                                                         |  |  |
| 8:00 p. m.                | Parciales: 25-18, 23-13, 25-23, 22-21                                     | Parciales: 25-18, 23-13, 25-23, 22-21 | Parciales: 25-18, 23-13, 25-23, 22-21                           |                                                                                         |  |  |
|                           | Estadísticas Divier Pérez Solano 27 Divier Pérez Solano 16 Tyler Murray 9 | Reporte Pts Reb Asts                  | Estadísticas Cory Bradford 24 Jhon Hernández 12 Cory Bradford 4 | Pabellón: Coliseo de la Universida de Medellín, Medellín, Antioquia Televisión: DirecTV |  |  |
| Academia lidera serie 2-0 |                                                                           |                                       |                                                                 |                                                                                         |  |  |
|                           |                                                                           |                                       |                                                                 |                                                                                         |  |  |

| 10 de junio, 08:00 p. m.  | Sabios Basketball Club                                                       | 76–73                                 | Academia de la Montaña                                                  |                                                                       |  |  |
| 08:00 p. m.               | Parciales: 20-19, 21-13, 11-14, 24-27                                        | Parciales: 20-19, 21-13, 11-14, 24-27 | Parciales: 20-19, 21-13, 11-14, 24-27                                   |                                                                       |  |  |
|                           | Estadísticas Juan Herrera 23 Luis Blandon 8 Jhon Hernández 8 Cory Bradford 6 | Reporte Pts Reb Asts                  | Estadísticas Jonathan Rodríguez 24 Michael Hinestroza 12 Tyler Murray 6 | Pabellón: Coliseo Jorge Arango, Caldas, Manizales Televisión: DirecTV |  |  |
| Academia lidera serie 2-1 |                                                                              |                                       |                                                                         |                                                                       |  |  |
|                           |                                                                              |                                       |                                                                         |                                                                       |  |  |

| 11 de junio, 08:00 p. m.   | Sabios Basketball Club                                     | 65–81                                | Academia de la Montaña                                          |                                                                       |  |  |
| 08:00 p. m.                | Parciales: 17-17, 18-22, 24-23, 6-19                       | Parciales: 17-17, 18-22, 24-23, 6-19 | Parciales: 17-17, 18-22, 24-23, 6-19                            |                                                                       |  |  |
|                            | Estadísticas Juan Herrera 24 Luis Blandon 9 Luis Blandon 4 | Reporte Pts Reb Asts                 | Estadísticas Darry Smith 22 Darry Smith 12 Jonathan Rodríguez 8 | Pabellón: Coliseo Jorge Arango, Caldas, Manizales Televisión: DirecTV |  |  |
| Academia gana la serie 3-1 |                                                            |                                      |                                                                 |                                                                       |  |  |
|                            |                                                            |                                      |                                                                 |                                                                       |  |  |

### (1) Cimarrones del Choco vs. (3) Búcaros de Santander
| 7 de junio, 08:00 p. m. | Cimarrones del Chocó                                               | 90–86                                 | Búcaros de Santander                                            |                                                                 |  |  |
| 08:00 p. m.             | Parciales: 22-25, 23-21, 23-21, 22-19                              | Parciales: 22-25, 23-21, 23-21, 22-19 | Parciales: 22-25, 23-21, 23-21, 22-19                           |                                                                 |  |  |
|                         | Estadísticas Tyquane Goard 21 Eleuterio Renteria 12 Edgar Moreno 9 | Reporte Pts Reb Asts                  | Estadísticas Michael Jackson 24 Thomas Tayron 6 Thomas Tayron 8 | Pabellón: Coliseo de la UTCH, Quibdó, Chocó Televisión: DirecTV |  |  |
| Cimarrones lidera 1-0   |                                                                    |                                       |                                                                 |                                                                 |  |  |
|                         |                                                                    |                                       |                                                                 |                                                                 |  |  |

| 8 de junio, 08:00 p. m. | Cimarrones del Chocó                                         | 68–76                                 | Búcaros de Santander                                                                        |                                                                 |  |  |
| 08:00 p. m.             | Parciales: 14-21, 15-19, 18-15, 21-21                        | Parciales: 14-21, 15-19, 18-15, 21-21 | Parciales: 14-21, 15-19, 18-15, 21-21                                                       |                                                                 |  |  |
|                         | Estadísticas César Cortes 14 Tyquane Goard 13 Edgar Moreno 8 | Reporte Pts Reb Asts                  | Estadísticas Michael Jackson 31 Luis Julio Torres 10 Michael Jackson 10 Luis Julio Torres 7 | Pabellón: Coliseo de la UTCH, Quibdó, Chocó Televisión: DirecTV |  |  |
| Serie empatada 1-1      |                                                              |                                       |                                                                                             |                                                                 |  |  |
|                         |                                                              |                                       |                                                                                             |                                                                 |  |  |

| 10 de junio, 07:45 p. m. | Búcaros de Santander                                          | 79–72                                 | Cimarrones del Chocó                                                                |                                                                    |  |  |
| 07:45 p. m.              | Parciales: 15-20, 23-17, 24-17, 17-18                         | Parciales: 15-20, 23-17, 24-17, 17-18 | Parciales: 15-20, 23-17, 24-17, 17-18                                               |                                                                    |  |  |
|                          | Estadísticas Thomas Tayron 20 Miguel Bermúdez 8 Daniel Sapp 5 | Reporte Pts Reb Asts                  | Estadísticas Tyquane Goard 20 Enielsen Guevara 9 Tyquane Goard 10 Rodrigo Caicedo 5 | Pabellón: Coliseo UNAB, Santander, Bucaramanga Televisión: DirecTV |  |  |
| Búcaros lidera 2-1       |                                                               |                                       |                                                                                     |                                                                    |  |  |
|                          |                                                               |                                       |                                                                                     |                                                                    |  |  |

| 11 de junio, 07:45 p. m.  | Búcaros de Santander                                           | 88–81                                 | Cimarrones del Chocó                                              |                                                                    |  |  |
| 07:45 p. m.               | Parciales: 19-15, 23-22, 21-20, 25-24                          | Parciales: 19-15, 23-22, 21-20, 25-24 | Parciales: 19-15, 23-22, 21-20, 25-24                             |                                                                    |  |  |
|                           | Estadísticas Daniel Sapp 22 Luis Julio Torres 15 Daniel Sapp 6 | Reporte Pts Reb Asts                  | Estadísticas Brandon Sperling 27 Tyquane Goard 12 Tyquane Goard 5 | Pabellón: Coliseo UNAB, Santander, Bucaramanga Televisión: DirecTV |  |  |
| Bucaros gana la serie 3-1 |                                                                |                                       |                                                                   |                                                                    |  |  |
|                           |                                                                |                                       |                                                                   |                                                                    |  |  |

## Finales
La final se disputó desde el 5 de julio al 12 de julio. Finalizando campeón Academia de la Montaña en 3 juegos.

### (2) Bucaros de Santander vs. (3) Academia de la Montaña
| 5 de julio, 20:00    | Academia de la Montaña                                                        | 95–84                                 | Búcaros de Santander                                               |                                                                                  |  |  |
| 20:00                | Parciales: 23-20, 28-18, 15-19, 29-27                                         | Parciales: 23-20, 28-18, 15-19, 29-27 | Parciales: 23-20, 28-18, 15-19, 29-27                              |                                                                                  |  |  |
|                      | Estadísticas Jonathan Rodríguez 32 Michael Hinestroza 32 Jonathan Rodríguez 8 | Reporte Pts Reb Asts                  | Estadísticas Michael Jackson 19 Luis Almanza 9 Luis Julio Torres 4 | Pabellón: Coliseo Universidad de Medellín Medellín Antioquia Televisión: DirecTV |  |  |
| Academia lidera 1-0. |                                                                               |                                       |                                                                    |                                                                                  |  |  |
|                      |                                                                               |                                       |                                                                    |                                                                                  |  |  |

| 6 de julio, 20:00    | Academia de la Montaña                                                  | 91–66                | Búcaros de Santander                                                     |                                                                                  |  |  |
| 20:00                |                                                                         |                      |                                                                          |                                                                                  |  |  |
|                      | Estadísticas Jonathan Rodríguez 30 Michael Hinestroza 16 Divier Pérez 7 | Reporte Pts Reb Asts | Estadísticas Michael Jackson/Daniel Restrepo 14 Luis Almanza 12 TJ Sap 7 | Pabellón: Coliseo Universidad de Medellín Medellín Antioquia Televisión: DirecTV |  |  |
| Academia lidera 2-0. |                                                                         |                      |                                                                          |                                                                                  |  |  |
|                      |                                                                         |                      |                                                                          |                                                                                  |  |  |

| 8 de julio, 15:00    | Búcaros de Santander                                | 85–66                | Academia de la Montaña                                           |                                                                          |  |  |
| 15:00                |                                                     |                      |                                                                  |                                                                          |  |  |
|                      | Estadísticas TJ Sap 18 Luis Julio 14 Pince Obansi 7 | Reporte Pts Reb Asts | Estadísticas Jonathan Rodríguez 23 Divier Pérez 9 Tyler Murray 5 | Pabellón: Coliseo de la UNAB, Bucaramanga, Santander Televisión: DirecTV |  |  |
| Academia lidera 2-1. |                                                     |                      |                                                                  |                                                                          |  |  |
|                      |                                                     |                      |                                                                  |                                                                          |  |  |

| 9 de julio, 20:00   | Búcaros de Santander                               | 81–73                | Academia de la Montaña                                                                                        |                                                                          |  |  |
| 20:00               |                                                    |                      | |                                                                          |  |  |
|                     | Estadísticas TJ Sap 22 Luis Julio 8 Pince Obansi 4 | Reporte Pts Reb Asts | Estadísticas Jonathan Rodríguez/Michael Hinestroza 20 Michael Hinestroza 14 Jonathan Rodríguez/Tyler Murray 3 | Pabellón: Coliseo de la UNAB, Bucaramanga, Santander Televisión: DirecTV |  |  |
| Bucaros empata 2-2. |                                                    |                      | |                                                                          |  |  |
|                     |                                                    |                      | |                                                                          |  |  |

| 12 de julio, 18:00 | Academia de la Montaña                           | 103–82               | Búcaros de Santander                                                    |                                                                                 |  |  |
|                    |                                                  |                      |                                                                         |                                                                                 |  |  |
|                    | Estadísticas TJ Sap 26 Luis Julio 7 Luis Julio 3 | Reporte Pts Reb Asts | Estadísticas Jonathan Rodríguez 32 Michael Hinestroza 10 Divier Pérez 7 | Pabellón: Coliseo de la Universidad de Medellín, Medellín, Antioquia TV=DirecTV |  |  |
| Academia gana 3-2. |                                                  |                      |                                                                         |                                                                                 |  |  |
|                    |                                                  |                      |                                                                         |                                                                                 |  |  |

|                                            |
|                                            |
| Campeón Academia de la Montaña 1.er título |

## Líderes de las estadísticas
Tomada de la fase regular.
| Categoría               | Jugador            | Equipo | Prom./Pts. |
| ----------------------- | ------------------ | ------ | ---------- |
| Puntos por partido      | Jonathan Rodríguez | ADM    | 27,1       |
| Rebotes por partido     | John Hernández     | SAB    | 12,9       |
| Asistencias por partido | Tyler Murray       | ACA    | 5,1        |
| Robos por partido       | Stalin Ortiz       | CON    | 2,2        |
| Tapones por partido     | Austin Witter      | BUC    | 2,5        |